# Anakapalle
Anakapalle é uma cidade do distrito de Visakhapatnam, no estado indiano de Andhra Pradesh.